# Hirofumi Nakasone
Hirofumi Nakasone (jap. 中曽根弘文 Nakasone Hirofumi; ur. 28 listopada 1945 w Takasaki w prefekturze Gunma) – japoński polityk, członek Izby Radców, minister spraw zagranicznych w latach 2008–2009. Syn Yasuhiro Nakasone, premiera z lat 1982–1987.

## Życiorys
Ukończył studia biznesowe na Uniwersytecie Keiō, pracował w przemyśle chemicznym. Zaangażował się w działalność Partii Liberalno-Demokratycznej, w 1983 został asystentem premiera oraz sekretarzem przewodniczącego LDP (obie te funkcje pełnił wówczas jego ojciec).
W 1986 po raz pierwszy został wybrany do Izby Radców. Reelekcję do wyższej izby Zgromadzenia Narodowego uzyskiwał w 1992, 1998, 2004, 2010, 2016 i 2022, kandydując w rodzinnej prefekturze. W 1990 objął pierwszą funkcję rządową, został parlamentarnym wiceministrem w resorcie handlu zagranicznego i przemysłu. W 1999 wszedł w skład rządu jako minister edukacji, badań naukowych, sportu i kultury w gabinecie Keizō Obuchiego, obejmując też stanowisko dyrektora generalnego Agencji Badań Naukowych i Technologii, stanowisko to zajmował do 2000 (także w pierwszym gabinecie Yoshirō Moriego). Od 2008 do 2009 ponownie był ministrem, kierując japońskim resortem spraw zagranicznych.

## Odznaczenia
- Krzyż Oficerski Orderu „Za Zasługi dla Litwy” – 2007, Litwa[5]
- Krzyż Komandorski z Gwiazdą Orderu Zasługi RP – 2013, Polska[6]